# 維拉雷波

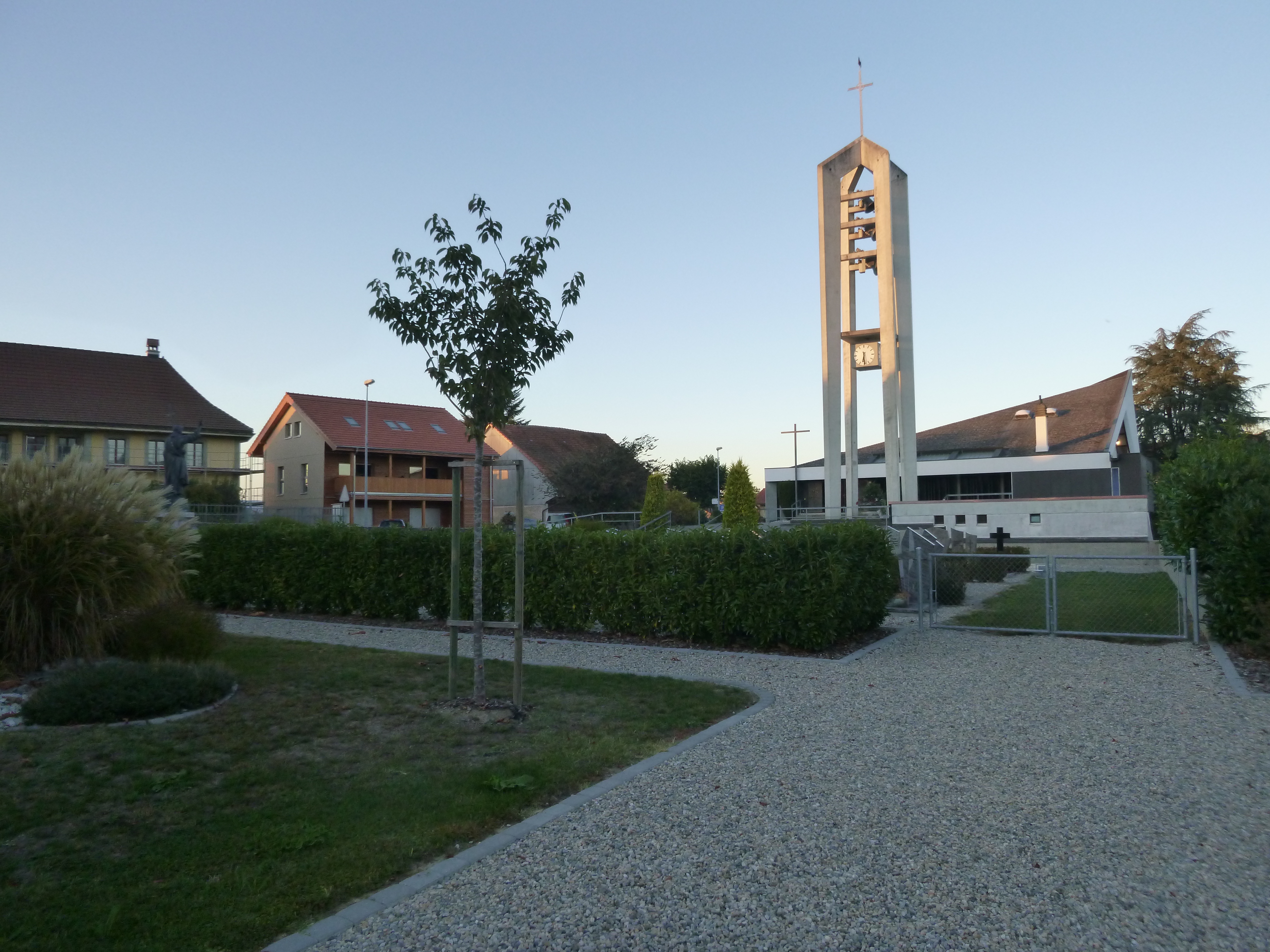

維拉雷波（Villarepos）是瑞士的城鎮，位於該國西部，由弗里堡州負責管轄，面積4.76平方公里，海拔高度493米，2011年人口565，六成人口信奉羅馬天主教，人口密度每平方公里119人。
46°52′56″N 7°04′48″E / 46.88231°N 7.08002°E